# Penelope albipennis
Il guan alibianche (Penelope albipennis Taczanowski, 1878) è un uccello della famiglia dei Cracidae, endemico del nord-ovest del Perù. È considerata una specie in pericolo critico di estinzione (Critically Endangered).

## Descrizione
È un uccello snello, nero con nove piume bianche alle estremità delle ali, il becco azzurro-grigio con la punta nera. La faccia è nuda, grigiastra o rosa. Ha una coda lunga, zampe rosa, gola nuda ed arancione. Tra i 70 e gli 80 cm di lunghezza e pesa in media 2 kg.

## Biologia
Si sveglia con la luce del primo sole, annunciando il giorno con un grido forte e inconfondibile con cui delimita il suo territorio.

### Alimentazione
Si nutre di frutti, fiori, foglie, germogli e semi. È stato osservato nutrirsi di foglie in coltivazioni di mais, fagioli e patate, frutta e caffè. Si è constatato che nel suo habitat esiste quasi sempre l'albero conosciuto come "pati" o "Pasay" (Eriotheca ruizii), appartenente alla famiglia delle Bombacaceae, che fornisce cibo e riparo.

### Riproduzione
Nidifica tra gennaio e agosto. Nidi in cima agli alberi a 25 m di altezza. Le nidiate sono composte da 2-3 uova.

## Distribuzione e habitat
Storicamente esisteva in tutta la regione nord-occidentale del Perù dominata dal cosiddetto "bosco secco". Attualmente sopravvive solo nelle zone più remote della foresta nei dipartimenti di Lambayeque, Piura e Cajamarca. Si stima che persistano nuclei di nidificazione in 22 località, in una regione di 200 km di lunghezza, con una media di 1 esemplare/10 km².
Vive approssimativamente fra 300–1300 m sul livello del mare. Ha una predilezione per le valli appartate con corsi d'acqua di piccole dimensioni senza presenza umana, anche se sembra in grado di tollerare alcune modifiche dell'habitat. È probabile che faccia piccole migrazioni a carattere stagionale, ma non sono ancora note in dettaglio.

## Conservazione
Scoperta nel 1877 per opera del naturalista polacco Władysław Taczanowski, la specie fu successivamente dichiarata estinta dalla comunità scientifica. Fu riscoperta all'alba del 13 settembre del 1977, nella Quebrada San Isidro, ad Olmos, Lambayeque, da parte di Gustavo del Solar, che si dedicò a cercarla grazie alla persuasione dell'illustre ornitologa María Koepcke. In tale ricerca Del Solar non era solo, ma accompagnato dal prestigioso ornitologo John O’Neill e un gruppo di campesinos della zona.

La notizia del ritrovamento ha indotto il Congresso della Repubblica del Perù a promulgare la legge N °28049 dove dichiara «di interesse nazionale, la riproduzione e la conservazione del Guan alibianche e proibite la caccia, la prelevazione dal suo habitat naturale, il trasporto commerciale».
Attualmente, con una popolazione che si aggira intorno ai 150/250 esemplari, la IUCN Red List classifica P. albipennis come specie in pericolo critico di estinzione (Critically Endangered).. Le cause del continuo declino della specie sono la deforestazione da parte dell'uomo, i vari predatori che vivono nella foresta, la caccia indiscriminata e il lentissimo tasso di riproduzione.